# مگارا (الهه انتقام)
مگارا (یونانی باستان: Μέγαιρα Mégaira "the jealous one") یکی از الهه‌های انتقام، در اسطوره‌شناسی یونانی بود. کتابخانه کلاسیک می‌گوید: «طبق نظرات دریافتی، آنها سه نفر بودند، تیسیفون، مگارا… دختر نیکس (اسطوره) و آخرون»، و آلکتو.